# Éditions Anne Carrière
Les éditions Anne Carrière, fondées en 1993 par Anne et Alain Carrière, sont une maison d'édition du groupe Media Participations.

## Histoire
La société porte le nom de sa créatrice, Anne Carrière, sœur de l'animateur de télévision Patrice Laffont, et fille de l'éditeur Robert Laffont. 
Le 8 décembre 2009, la société est mise en liquidation judiciaire.
Stephen Carrière, fils des fondateurs, reprend la direction de la maison via la Société Nouvelle Editions Anne Carrière en 2009.
Il développe alors une nouvelle forme de collectif d'éditeurs indépendants, dont la formule est « Ensemble pour mieux publier ».
En plus des éditions Anne Carrière, le collectif se compose de La Belle Colère (avec Dominique Bordes, éditeur de Monsieur Toussaint Louverture), des Éditions Plein Jour, du Nouvel Attila, des Éditions Aux Forges de Vulcain, des Éditions Emmanuelle Collas et de La ville brûle.
En juin 2017, Média participations prend une participation majoritaire dans la société évaluée lors de la transaction à 1,3 million d'euros.

## Publications
Les éditions Anne Carrière publient de la fiction française et étrangère, des documents d'enquête, des témoignages et des essais.
Parmi les auteurs publiés en littérature française, on trouve notamment François d'Epenoux, David Lelait-Helo, Philippe Cavalier, Yannick Grannec, Héloïse Guay de Bellissen, Éric Marchal, Maud Mayeras, Ghislain Gilberti, Sibylle Grimbert, Marina Carrère d'Encausse et Bruno Markov ; en littérature étrangère, le romancier brésilien Paulo Coelho, l'écrivain américain Robert Goolrick, Chimamanda Ngozi Adichie, Katharina Hagena ou Erich Kästner ; en documents et essais, Marcel Rufo et Laurent Gounelle.
En 2015, la maison d'édition publie le récit de la youtubeuse EnjoyPhoenix.